# Negocio al agua
Negocio al agua es una película muda peruana de 1913, reconocida como la primera película argumental realizada en Perú. Esta obra pionera del cine peruano fue producida por Eduardo Rodrigo y Percy Buzaglo de la Empresa del Cinema Teatro. La realización estuvo a cargo del cineasta Jorge Enrique Goitizolo y el argumento fue escrito por Federico Blume y Corbacho.

## Historia
La Empresa del Cinema Teatro, productora de cine nacional que se constituyó a inicios del siglo XX, planificó en 1909 la realización de una película de ficción para lo cual contrató a algunos conocidos escritores de la época. La producción tardó en arrancar hasta que se anunció que el escritor costumbrista Federico Blume realizaría el guion. Debido al prestigio de Blume la productora pudo contar con el apoyo de grandes familias limeñas, como los Aspíllaga, los Osma y los Sousa, las cuales prestaron sus ricas casonas barranquinas donde pudo rodarse la película. Según una reseña en Variedades, otras locaciones incluían "lugares pintorescos de Barranco", la playa La Herradura, la estación del eléctrico y "alguna calle atravesada de Lima". La fotografía estuvo a cargo de Jorge Enrique Goitizolo, camarógrafo titular de la empresa productora.
La película contó con Carmela Villena Rey y Luisa Revett como protagonistas. En el reparto masculino estaban Felipe Bryce y Cortes, Ricardo Rivera Schereiber y Federico Recavarren Cisneros; también participaron miembros de la aristocracia limeña. Finalmente la película fue estrenada el 5 de abril de 1913 en el Cinema Teatro de Lima.
La única copia existente de Negocio al agua perteneció a Percy Buzaglo, conductor del Cinema Teatro, quien falleció en 1913. Su familia conservó los rollos realizando periódicas funciones benéficas en Barranco. La última sesión de la que se tiene noticia fue el 19 de noviembre de 1926.

## Argumento
Dividida en cinco partes, la película es una comedia de enredos donde una joven millonaria es acosada por dos buscavidas.

“Una joven millonaria a quien persiguen desaforadamente dos pelagatos cargados de cuentas y de frescura (…). En la caza de los millones los pretendientes ignoran que la dama en cuestión está comprometida de tiempo atrás con un joven honorable. Ellos siguen impertinentes, capaces de las mejores andadas siempre que puedan coronar sus propósitos, pero pronto se desengañan y deciden enamorar a las hijas de doña Caro, la que interviene alarmada de tales amores, y los rompe nada menos que a sombrillazos…”
La Prensa, 1 de abril de 1913